# Scoliose
Scoliose (Grieks: σκολιός, skolios = krom) is een zijdelingse verkromming van de wervelkolom, die dan één of twee bochten vertoont. De vroegst bekende beschrijving van scoliose dateert uit de 3e-4e eeuw v.Chr.
Scoliose komt in meer of minder ernstige mate voor bij vier op de honderd mensen. Een scoliose kan structureel zijn of niet-structureel. Op de 100.000 kinderen krijgen er 250 een corset en worden er 25 aan hun scoliose geopereerd. Scoliose kan ook erfelijk zijn en wordt dan meestal overgedragen van moeder op dochter.

## Beschrijving
Men onderscheidt een S-vormige scoliose met twee bochten en een C-vormige scoliose met één bocht. Een S-scoliose benoemt men naar de convexe (bolle) kant van de grootste bocht; bijvoorbeeld een S-vormige thoracale scoliose, rechts convex van 35 graden. De wervelkolom is meestal tevens om zijn as gedraaid, men spreekt dan van een torsiescoliose, waardoor een bochel (gibbus) ontstaat. Hoewel het een ingewikkelde driedimensionale vervorming betreft, kan men op een gewone voor-achterwaartse röntgenfoto de zijdelingse verkromming goed zien als een C-vormige of een S-vormige slinger in de ruggengraat die eigenlijk een rechte lijn behoort te zijn. Een structurele scoliose zal meestal gepaard gaan met een draaiing, een torsie; ook een bijkomende voorovergebogen houding (kyfose), een holle rug (lordose) of beide komen vaak samen met de scoliose voor. Belangrijk is of de scoliose in evenwicht is, dat wil zeggen of het zwaartepunt van het lichaam tussen de voeten valt. Als de wervelkolom van de patiënt een S-vormige bocht heeft, kan zich op borsthoogte een convexe bocht naar rechts bevinden en op lendenniveau een convexe bocht naar links. Meestal heffen de bochten elkaar op. Indien dit niet het geval is, bestaat er een grote kans op verergering.

## Oorzaken
Structurele scoliose
Oorzaken van structurele scoliose zijn
- in 65% van de gevallen is idiopathisch, dat wil zeggen dat de oorzaak onbekend is. Deze scoliose ontstaat tijdens de groei, en wordt infantiel (0-3 jaar); juveniel (3-10 jaar) of adolescent (9-17 jaar) genoemd. Idiopathische scoliose wordt meer bij meisjes gezien dan bij jongens en heeft sterk de neiging te verergeren tijdens de groei.
- in 10% is de scoliose neuromusculair, dat wil zeggen dat deze ontstaat door een onbalans van de spierkracht links en rechts.
  - onder invloed van het Milkmaid syndroom verandert, naar wordt verondersteld, een niet-structurele scoliose in een structurele scoliose door autonome (over)correctie van de bekkenscheefstand tijdens de groei. De belangrijkste spieren daarbij zijn de brede rugspier (Musculus latissimus dorsi) en de grote lendenspier (Musculus psoas major). Het is door een andere test en behandeling mogelijk te voorkomen dat een niet-structurele scoliose overgaat in een structurele.
- in 15% is de scoliose aangeboren. Scoliose komt vaak voor bij kinderen met een ontwikkelingsstoornis (syndroom van Rett; syndroom van Angelman, syndroom van Down en vele andere) en bij kinderen met een beschadigd brein en een halfzijdige of alzijdige verlamming. Ook ruggenmergafwijkingen zoals syringomyelie en poliomyelitis, en spieraandoeningen zoals spierdystrofie kunnen met een scoliose gepaard gaan.
- afwijkingen van de wervels, door bijvoorbeeld vitamine D-gebrek, botontkalking, botbreuken, tuberculose enzovoorts kunnen ook op latere leeftijd nog de verschijnselen van een scoliose veroorzaken.

Niet-structurele scoliose
Oorzaken van niet-structurele scoliose zijn
- pijn en dwangstand
  - door een verkeerde houding
  - als compensatie van een beenlengteverschil
  - als compensatie van een heupafwijking.

Een niet-structurele scoliose kan worden gecorrigeerd. Op foto's is de scoliose dan niet meer te zien.

## Klachten

Meting van de hoek van Cobb

Een structurele, idiopathische scoliose is progressief tijdens de groei. Wanneer er een hoek (hoek van Cobb) is van meer dan 40 graden tussen de bovenste sluitplaat van de wervels boven in de bocht en de onderste sluitplaat van een wervel onder in de bocht, wordt het resultaat onvoldoende geacht. De patiënten hebben problemen met de cosmetische veranderingen. Bij een bocht in de borstholte kunnen er problemen ontstaan met ademhaling en bloedsomloop; op iets lager niveau raakt de maag van zijn plaats en komt er maagzuur in de slokdarm. In principe is het eindresultaat bereikt wanneer de scoliose niet in evenwicht is, en bij extreme scoliose (vaak zal de laatste in ieder geval minstens gedeeltelijk neuromusculaire en/of aangeboren oorzaken hebben) met een bocht van 70 tot 90 graden kan de scoliose zelfs buiten de groei nog progressief zijn. Dan is er sprake van ernstige invaliditeit: de patiënt kan vaak nauwelijks goed zitten. Pijn treedt op wanneer de onderkant van de ribbenboog de bovenkant van de bekkenkam gaat raken.

## Behandeling

### Brace

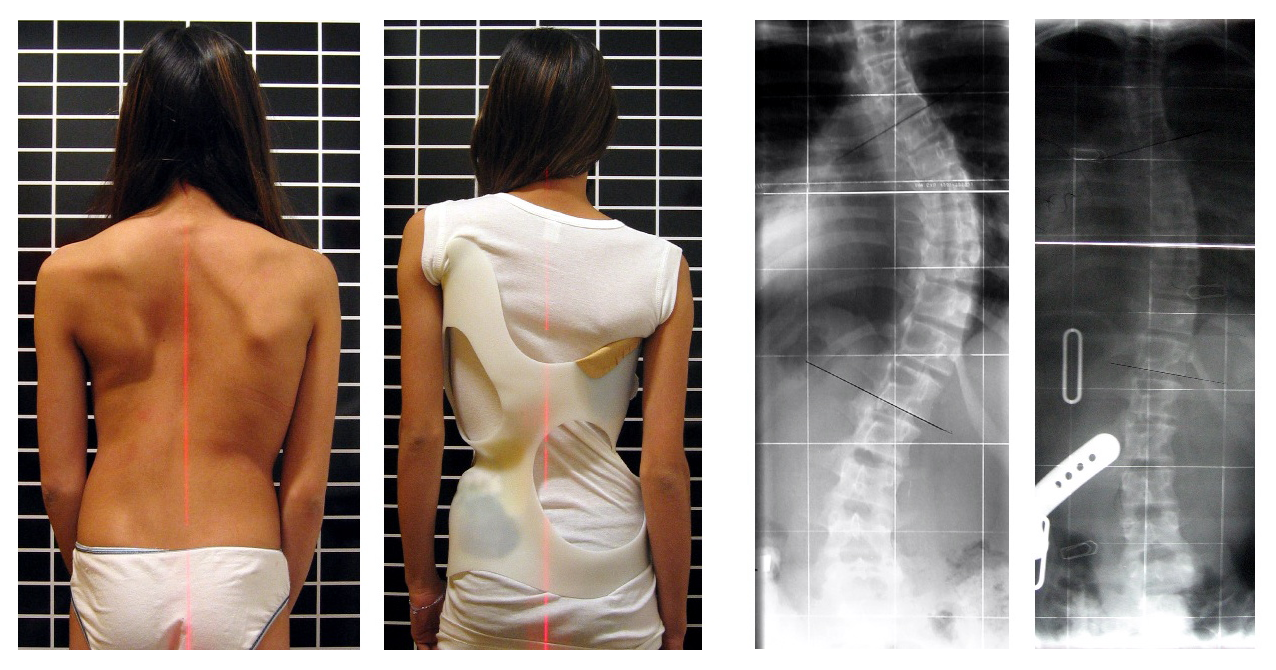
Verkromming van de wervelkolom

Bij kinderen en tieners in de groei kan men met een scoliosebrace de bocht stabiliseren. Dit is een veeleisende behandeling: het moet overdag en 's nachts gedragen worden en mag slechts één tot drie uur per etmaal af. Een brace wordt toegepast als er verwacht wordt dat de bocht groter wordt dan 25 graden, maar beneden de 40 graden gehouden kan worden. Als een brace onvoldoende helpt de bocht te stabiliseren, kan er gekozen worden om gedurende een aantal weken of maanden een gipsen korset te dragen. Deze wordt geplaatst om de beide schouders tot net boven de billen. Bij de buik wordt een opening behouden om ademen te vergemakkelijken. Een gipsen korset dient om de drie à vier weken te worden vernieuwd.

### Operatie
Wanneer de uiteindelijke bocht naar men verwacht boven de 40 à 45 graden uit komt, wordt in principe een operatie geadviseerd. Hierbij heeft men de keuze tussen benadering van de voorzijde (anterior fusion) en van de achterzijde (posterior fusion). Belangrijk is dat niet alleen door het laten versmelten van wervels de zijdelingse bocht wordt gestabiliseerd, maar dat ook de rotatie wordt tegengegaan. Daarom wordt een pen (een zogenaamde Harringtonstaaf, genoemd naar de Amerikaanse orthopeed Paul Harrington) operatief langs de wervels geplaatst en op meerdere plaatsen vastgezet.

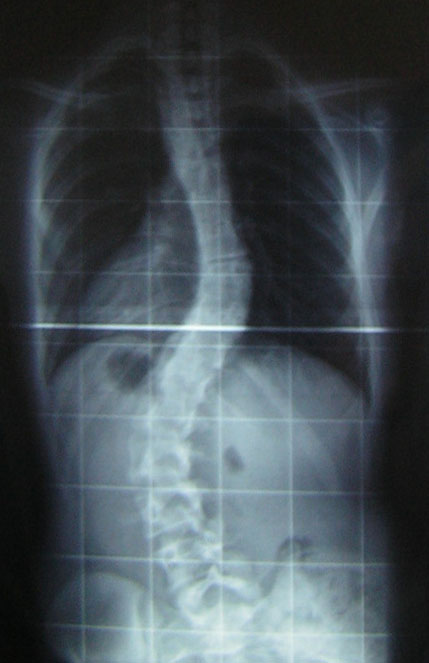
Voor operatie
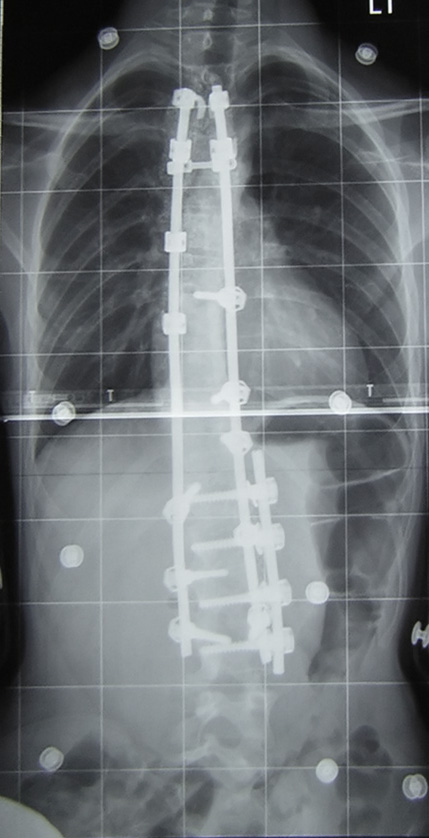
Na operatie

### Chiropraxie
Er is geen bewijs uit goede studies dat chiropraxie een werkzame behandeling is voor scoliose.